# Relaciones Israel-Unión Europea
Las relaciones entre Israel y la Unión Europea se enmarcan dentro de varios programas europeos como la Política Europea de Vecindad y la Unión para el Mediterráneo (EUROMED).

## Acuerdo de Asociación de la Unión Europea con Israel
Actualmente, el acuerdo de asociación UE-Israel conforma el marco legal básico que rige las relaciones entre Israel y la Unión Europea, conformado por los acuerdos euro-mediterráneos entre la Unión y sus afiliados en el flanco sur del Mar Mediterráneo.
El acuerdo con Israel incorpora la gratuidad de aranceles de los bienes industriales, acuerdos de concesión para productos agrícolas (el nuevo acuerdo en este campo entró en vigor en 2004), y abrió la puerta a las prospecciones en servicios, y bienes agrícolas, desde 2005. El acuerdo de asociación fue firmado Bruselas el 20 de noviembre de 1995, y entró en vigor el 1 de junio de 2000, tras la ratificación por parte del parlamento de los quince estados, el Parlamento Europeo y el Knesset. Reemplaza al anterior Acuerdo de Cooperación de 1975.
El Acuerdo de Asociación estableció dos puntos principales de atención en el diálogo UE-Israel. El Consorcio de Asociación UE-Israel (a nivel de los líderes ministeriales) y el Comité de Asociación UE-Israel (a nivel de oficiales superiores) se reúnen a intervalos regulares, para discutir las decisiones políticas y económicas así como la cooperación bilateral o regional.
El artículo dos del Acuerdo de Asociación sostiene: "Las relaciones entre las partes, así como todas las provisiones contempladas en el acuerdo, deben estar basados en el respeto a los derechos humanos y los principios democráticos, que guiará su política interna e internacional y constituye un elemento esencial para este acuerdo." De ahí, que diversas asociaciones europeas, pero también palestinas e israelíes reclamen que este Acuerdo se debería suspender y denunciar ante la acumulación de violaciones israelíes en derechos humanos o el incumplimiento de diferentes Resoluciones de las Naciones Unidas.

## Israel y elGrupo Euro-Mediterráneo
Israel, debido a su elevado nivel de ingresos, no puede ser parte del MEDA. Sin embargo, ha colaborado en una amplia variedad de programas regionales Euro-Mediterráneos creados por la MEDA:
- Los jóvenes israelíes participan en programas de intercambio de jóvenes con los países adscritos al Programa de Acción Joven Euro-Med.
- Los directores israelíes gozan de privilegios en su entrenamiento y creación de proyectos a través del Programa Audiovisual Euro-Med.
- Las universidades israelíes participan en el foro FEMISE de temática económica mientras las cámaras de comercio y las asociaciones de empleados han participado en programas como UNIMED y ArchiMedes.
- Institutos como la Dirección de Antigüedades de Israel participan en la Fundación Cultural Euromed.

## Acuerdos de cooperación
Existen acuerdos de Cooperación Científica y Técnica entre la Unión Europea y el Estado de Israel.
Israel fue el primer país no europeo en asociarse con la Unión Europea en el Programa de Desarrollo de Recursos y Técnicos (RTD). El puesto especial de Israel es el resultado de su elevado nivel de ciencia y recursos y la gran red de acuerdos de entendimiento y cooperación en temas científicos y técnicos entre Israel y la Unión Europea.
La Comisión Europea firmó un acuerdo con Israel en julio de 2004 para permitirle participar en el proyecto Galileo de la Unión Europea para contar con un Sistema de Navegación Global por Satélite.

## Relaciones comerciales
El tránsito de mercancías entre la Unión Europea e Israel está reglado por el Acuerdo de Asociación. La Unión Europea es el mayor proveedor de Israel. En 2004 el volumen total de tránsito de mercancías bilaterales (excluyendo los diamantes) superaron los 15.000 millones de euros. El 33% de las exportaciones de Israel acabaron en la UE y al menos el 40% de sus importaciones provenían de la UE.
El tránsito de mercancías de la Unión Europea (la de los veintisiete estados) con Israel creció de 19.400 millones de euros en 2003 a 21.360 millones de euros en 2004. Las exportaciones de la Unión Europea a Israel alcanzaron un valor de 12.750 millones de euros en 2004, mientras que las importaciones desde Israel fueron de 8.600 millones de euros. La balanza comercial de Israel alcanzó un déficit de 4.150 millones de euros en favor de la Unión Europea en 2004.
Bajo el Acuerdo Euro-Mediterráneo, la Unión Europea de 25 Estados miembros e Israel tienen libertad de movimientos de productos industriales. Ambas partes han aceptado otras concesiones importantes para algunos productos agrícolas, para reducir las tarifas o incluso eliminarlas, dependiendo de si tienen cuotas de entrada o si su entrada es libre.

### Comercio con los asentamientos israelíes
Estos acuerdos no se aplican a los bienes producidos en los asentamientos israelíes situados en los Territorios Palestinos. En efecto, el 25 de febrero de 2010 el Tribunal de Justicia de la Unión Europea sentenció que estos no pueden beneficiarse de las ventajas aduaneras aplicables a los productos procedentes de Israel, ya que los territorios bajo administración israelí desde 1967 (a saber la Guerra de los Seis Días) no entran en el marco del acuerdo de asociación entre la Unión Europea e Israel. La sentencia tuvo pocas repercusiones en las exportaciones dado que las que se originan en las colonias representaban entonces solo 0,87 % del total. Su impacto fue sobre todo político teniendo en cuenta que la Unión llevaba tiempo quejándose de que el apoyo del gobierno israelí a los colonos perjudica el proceso de paz.
La actual legislación europea no obliga a diferenciar en el etiquetado si los productos se producen en Israel o en los territorios ocupados palestinos, pero se está preparando una propuesta al respecto a instancia de la Alta Representante de Política Exterior y de Seguridad Común de la UE, Catherine Ashton, y de trece países –Reino Unido, Francia, Austria, Bélgica, Dinamarca, Finlandia, Luxemburgo, Malta, Países Bajos, Portugal y Eslovenia– que en abril de 2013 reclamaron directrices para etiquetar de forma correcta los productos de los asentamientos.
El 19 de julio de 2013, la Unión Europea aprobó no conceder ayuda financiera, subvenciones ni premios a las entidades
israelíes o a sus actividades en los territorios ocupados por Israel desde junio de 1967, a saber los Altos del Golán, la Franja de Gaza y Cisjordania, incluido Jerusalén Este. En respuesta, el gobierno israelí “congeló” las relaciones con la Unión Europea y bloqueó durante meses la entrada de trabajadores humanitarios, diplomáticos y representantes de la UE a Cisjordania y a la Franja de Gaza.

## Apoyo al proceso de paz en Oriente Medio
La Unión Europea sostiene la gran importancia de alcanzar un acuerdo justo y duradero al conflicto árabe-israelí y apoya aquellas iniciativas encaminadas a culminar el proceso de paz, a través del enviado especial para el Proceso de Paz de Oriente Medio (Tony Blair).